# Janosch Rathmer

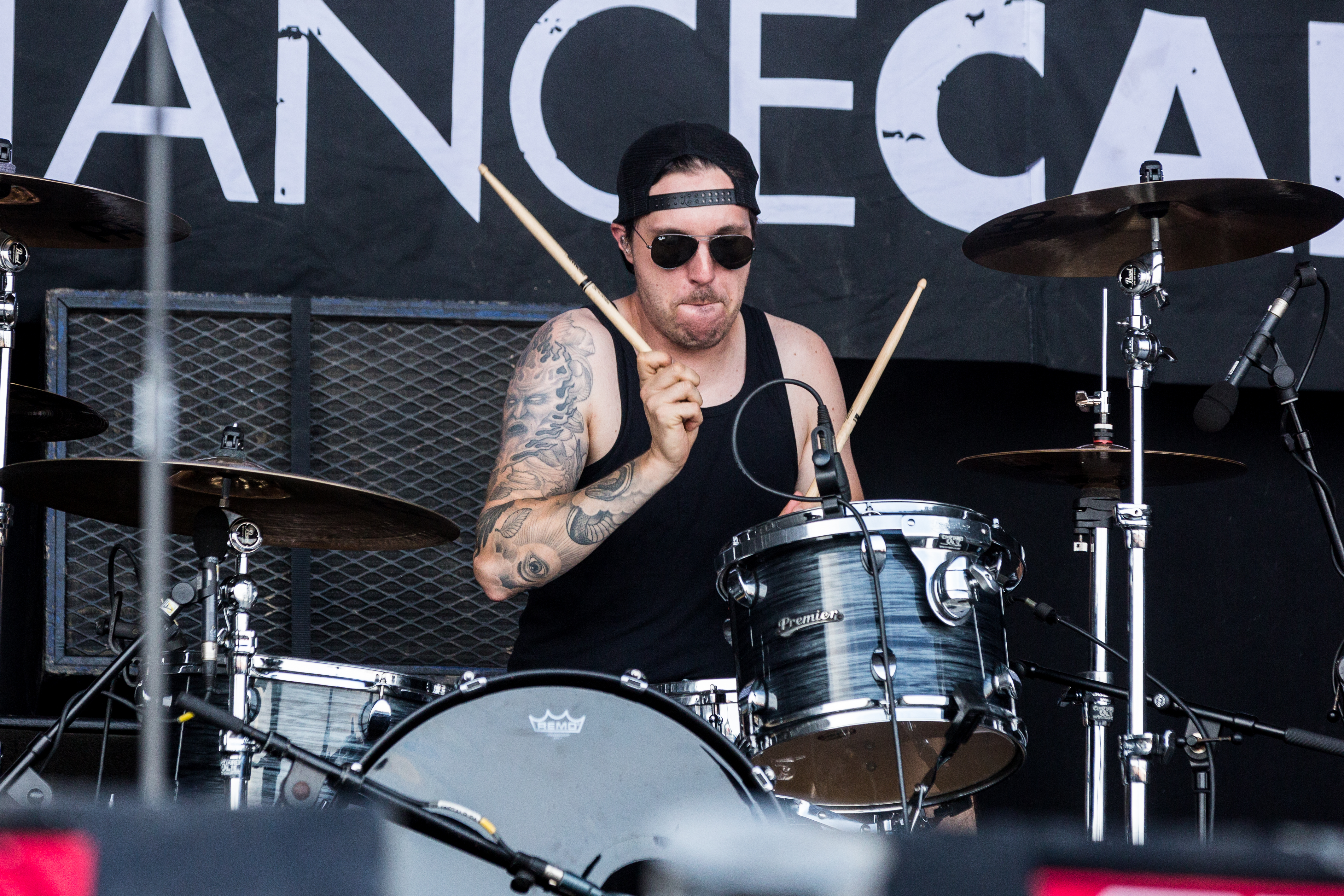
Janosch Rathmer (2017)

Janosch Rathmer (* 24. Februar 1982 in Münster) ist ein deutscher Schlagzeuger. Er spielt in der Band Long Distance Calling und Zodiac und war vorher bei Misery Speaks aktiv.

## Werdegang
Rathmers erstes Instrument war das Klavier. Erst im Alter von 16 Jahren begann er mit dem Schlagzeug spielen. Zu seinen Einflüssen zählt Rathmer Nicko McBrain von Iron Maiden sowie Vinnie Paul von Pantera.
Im Jahre 2001 schloss er sich der zwei Jahre zuvor gegründeten Melodic-Death-Metal-Band Misery Speaks aus Münster an. Mit Misery Speaks veröffentlichte Rathmer vier Studioalben. Auf dem Album Catalogue of Carnage ist er auch als Sänger zu hören. Nach einem kurzen Intermezzo bei der Steinfurter Thrash-Metal-Band Steel Death gehörte Rathmer im Jahre 2006 zu den Gründungsmitgliedern der instrumentalen Rockband Long Distance Calling, wo auch der ehemalige Misery-Speaks-Gitarrist Florian Füntmann aktiv ist. In einem Interview erklärte Rathmer, dass Füntmann und er nach einem musikalischen Ausgleich gesucht haben und von dem großen Interesse an Long Distance Calling überrollt wurden. Mit Long Distance Calling veröffentlichte Rathmer acht Studioalben und vertritt die bandeigene Gesellschaft bürgerlichen Rechts nach außen.
Nach der Auflösung von Misery Speaks im Jahre 2010 beschlossen Rathmer und der Gitarrist Stephan Gall weiter zusammen Musik zu machen. Hieraus entstand die Hard-Rock-Band Zodiac, deren selbstbetitelte EP von den deutschen Magazinen Rock Hard und Visions als „Demo des Monats“ ausgezeichnet wurde. Das Debütalbum wurde im gleichen Jahr über das bandeigene Label Honest Hound Records veröffentlicht. Ein Jahr später folgte das zweite Studioalbum über Napalm Records. Bis zu ihrer zwischenzeitlichen Auflösung im Jahre 2017 veröffentlichten Zodiac vier Studioalben, ehe im November 2018 die Wiedervereinigung verkündet wurde.
Er hat eine abgeschlossene Ausbildung zum Kaufmann für audiovisuelle Medien. Zusammen mit Jan Hoffmann von Long Distance Calling veranstaltet Rathmer das Musikfestival Golden Silence in Münster. Das 2019 erstmals ausgetragene Festival spezialisiert sich auf instrumentale Musik verschiedener Genres.

## Diskografie
mit Misery Speaks
mit Long Distance Calling
mit Zodiac